# Edisonata

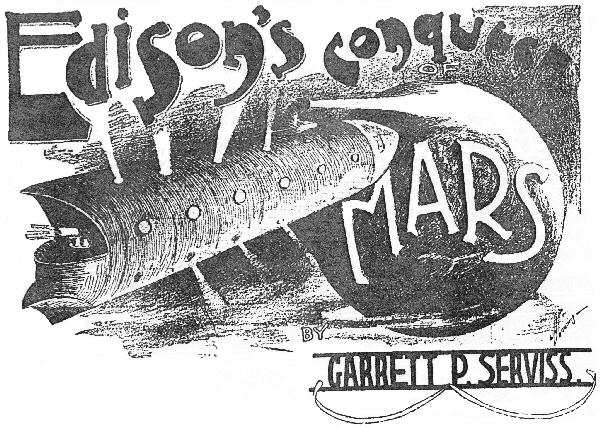
Copertina di Edison's Conquest of Mars (1898; illustrazione G. Y. Kauffman) scritto da Garrett P. Serviss, un seguito non autorizzato de La guerra dei mondi di Wells il cui protagonista Tom Edison contrattacca i marziani sul loro pianeta.

L'edisonata (dall'inglese Edisonade) è un filone di storie – molte delle quali oggi sarebbero classificate come fantascienza – di narrativa popolare prevalentemente americana per ragazzi, che hanno come eroe protagonista un giovane, coraggioso e geniale inventore – generalmente ricalcato sulla figura pubblica di Thomas Alva Edison – e le sue straordinarie invenzioni, che utilizza per sconfiggere gli avversari, viaggiare per terre inesplorate o salvare il mondo.
Il termine edisonata è il corrispettivo del neologismo inglese moderno "Edisonade", coniato nel 1993 da John Clute per la sua Encyclopedia of Science Fiction (con P. Nicholls); è un eponimo dal nome del famoso inventore Thomas Edison (1847-1931): Edisonade fu coniato allo stesso modo in cui il termine Robinsonade ("robinsonata") era stato coniato per le avventure alla Robinson Crusoe. Nelle prime avventure del filone apparivano numerosi personaggi chiamati Thomas/Tom Edison.
Questo sottogenere narrativo ebbe inizio nell'epoca vittoriana ed edoardiana e conobbe il suo apice di popolarità durante la fine dell'Ottocento e l'inizio del Novecento. Per indicare le opere di fantasia di questo tipo sono usate anche le espressioni romanzo scientifico e Voyages extraordinaires ("Viaggi straordinari", in riferimento alle avventure alla Verne).

## Storia
La maggior parte di queste storie - inizialmente pubblicate nell'economico formato delle dime novel - erano scritte per un pubblico di giovani lettori maschi. La formula dell'Edisonata fu una conseguenza del fascino per l'ingegneria e la tecnologia che sorse verso la fine dell'Ottocento, e un derivato della formula esistente della Robinsonade.
Clute definisce così il neologismo nel suo libro:
e lo definisce di nuovo in una colonna facendo riferimento al racconto Il terrore plutoniano (The Plutonian Terror) di Jack Williamson scritto nel 1933:
Un tema frequente nell'edisonata era l'esplorazione di parti del mondo poco conosciute, "incontaminate". Da quel punto di vista, le storie riflettevano l'epoca contemporanea caratterizzata da colonialismo ed esplorazioni su vasta scala. I primi romanzi dell'edisonata spesso presentano elementi di razzismo, sessismo e imperialismo, comuni nella cultura del tempo.

## Esempi

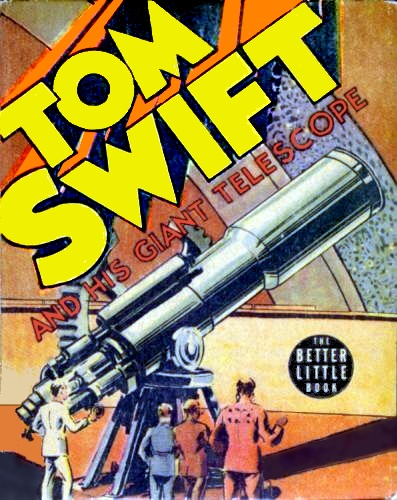
Copertina di una delle avventure di Tom Swift Jr. (1939)

- Il primo esempio del genere dell'edisonata come espressione della letteratura per ragazzi è considerato il racconto The Huge Hunter, or the Steam Man of the Prairies[11] di Edward S. Ellis (1868, ristampato sei volte fino al 1904), che presenta l'immaginario inventore Johnny Brainerd. È la prima dime novel di fantascienza americana, archetipo della successiva serie di Frank Reade. Ellis, un prolifico autore del XIX secolo, è meglio noto come storico e biografo, oltre che come fonte per le prime storie eroiche di frontiera con lo stile di James Fenimore Cooper.
- Frank Reade - uno degli eroi più popolari del pantheon delle dime novel[12] - fece la sua apparizione nel 1876, in una serie scritta da Harold Cohen (1854-1927) sotto gli pseudonimi di Harry Enton e "Noname" ("nessun nome"). La prima storia fu "Frank Reade and His Steam Man of the Plains" (un'imitazione della storia di Ellis del 1868). Dopo quattro titoli, la serie fu proseguita come l'avventura di Frank Reade, Jr., scritta dall'assai prolifico autore di storie per ragazzi Luis Senarens come "Noname", fino al 1913 con un totale di 192 titoli.[1]
- Una serie di storie con protagonista "Tom Edison, Jr." scritta da Philip Reade venne pubblicata tra il 1891 e il 1892. Segnatamente, la storia "Tom Edison's Electric Mule, or, The Snorting Wonder of the Plains" (1892) è una parodia della prima serie di Frank Reade.
- La serie di Jack Wright fu concepita e scritta da Luis Senarens. Il personaggio apparve per la prima volta nel 1891 e vi furono dedicate 121 storie.
- Cinque storie di edisonata con un protagonista chiamato Electric Bob furono pubblicate nel 1893, scritte da Robert T. Toombs,[13] che aggiunse un tocco di umorismo e di estrosità al genere.
- Lo stesso Thomas Edison è il personaggio protagonista del romanzo Edison's Conquest of Mars di Garrett P. Serviss (1898), un seguito di Fighters from Mars (nella forma di una fantasia di vendetta), adattamento non autorizzato ed alterato de La guerra dei mondi di H. G. Wells. È stata citata come la prima edisonata non rivolta ad un pubblico giovanile.[14] Edison era già apparso nel 1883 come personaggio coprotagonista di Eva futura (L'Ève future) del francese Auguste de Villiers de L'Isle-Adam, un romanzo filosofico dal linguaggio ricercato ed estetizzante (quindi non certo per ragazzi), nel quale il celebre inventore costruisce un duplicato androide (senza però qualità negative) della donna amata per l'amico lord Ewald, altrimenti pronto al suicidio, per infondere nella creatura meccanica l'intelligenza e una essenza spirituale.
- Un altro vero e famoso inventore apparso in una edisonata è Nikola Tesla, in To Mars With Tesla; or, the Mystery of the Hidden World (1901) scritto da J. Weldon Cobb. Nel romanzo, Tesla è assistito dal "Giovane Edison" (Young Edison), nipote del celebre collega (il quale, nella realtà, fu un acerrimo rivale di Tesla), nel tentativo di comunicare col pianeta Marte.[15]
- La serie originale di libri per ragazzi di Tom Swift (ideato da Edward Stratemeyer nel 1910) è un celebre esempio di questo genere, nonché il più longevo. Sebbene il personaggio avesse subito varie modifiche, le sue avventure - scritte da diversi autori - sono state pubblicate per lungo tempo (la più recente è del 2007). Tradotti in varie lingue, i libri di Tom Swift hanno venduto oltre 20 milioni di copie nel mondo. Numerose invenzioni fantastiche del personaggio rispecchiavano o prefiguravano degli autentici sviluppi tecnologici.
- Ralph 124 C41 +: A Romance of the Year 2660 (pubbl. inizialmente su rivista nel 1911 e 1912, poi in volume nel 1925) di Hugo Gernsback.[16]
- La serie de L'allodola dello spazio (Skylark of Space, originariamente pubblicata a puntate su rivista a partire dal 1928) di E. E. Smith, comunemente citata tra i primi esempi di space opera, è - soprattutto nella prima parte del primo romanzo - una edisonata.[17]

## Ripresa in opere contemporanee
- Into the Aether (1974), di Richard A. Lupoff, è in parte una parodia delle edisonate.
- And Having Writ… di Donald R. Bensen, è un romanzo del 1978 ambientato in un universo alternativo, mostra tre alieni bloccati sulla Terra le cui comiche disavventure portano Edison a servire per un mandato come Presidente degli Stati Uniti prima e anche in seguito a due mandati di Theodore Roosevelt.
- Tales From the Bully Pulpit (2004) di Benito Cereno è un graphic novel che contiene le avventure dei viaggi nel tempo di Thomas Edison e Theodore Roosevelt.
- The Five Fists of Science (2006) è un graphic novel in cui Edison riveste il ruolo del cattivo che cerca di ostacolare i piani di Nikola Tesla e Mark Twain.
- Jonah Hex, un classico eroe del fumetto western, ha condotto un'avventura con Thomas Edison, come mostrato Jonah Hex v2 #22 (2007). Il cattivo della storia cita The Steam Man of the Prairies come un'ispirazione.